# Benjamin Thorne
Benjamin Gary Thorne, né le 19 mars 1993 à Kitimat, est un athlète canadien spécialiste de la marche.

## Carrière
Étudiant à l'université de la Colombie-Britannique à Vancouver, il mesure 1,80 m pour 57 kg. Durant son enfance, il pratique du ski de fond près de chez lui en Colombie-Britannique avant de se tourner vers la marche athlétique à partir de ses 15 ans. Spécialiste du 20 km marche, il remporte la médaille de bronze lors des Championnats du monde à Pékin en 2015 en battant le record national du Canada en 1 h 19 min 57 s, décrochant ainsi la première médaille mondiale de l'histoire du Canada en marche. Il avait terminé 19e lors des précédents championnats du monde de Moscou en 2013.
Le 7 mai 2016, il remporte la médaille d'argent par équipes lors des Championnats du monde par équipes de marche 2016 à Rome en compagnie de ses compatriotes Iñaki Gómez, Evan Dunfee et Mathieu Bilodeau, améliorant par la même occasion son record personnel en 1 h 19 min 55 s. Le 12 août, il se classe 27e aux Jeux Olympiques de Rio de Janeiro en 1 h 22 min 28 s.
Seulement 51e aux Mondiaux de Londres en 2017, il obtient une 4e place aux Jeux du Commonwealth l'année suivante à Gold Coast en Australie. 

## Palmarès
| Date | Compétition                     | Lieu           | Résultat | Marque | Temps           |
| ---- | ------------------------------- | -------------- | -------- | ------ | --------------- |
| 2013 | Championnats du monde           | Moscou         | 19e      | 20 km  | 1 h 24 min 26 s |
| 2013 | Jeux de la Francophonie         | Nice           | 4e       | 20 km  | 1 h 30 min 50 s |
| 2015 | Championnats du monde           | Pékin          | 3e       | 20 km  | 1 h 19 min 57 s |
| 2016 | Championnats du monde de marche | Rome           | 2e       | 20 km  | Par équipes     |
| 2016 | Jeux olympiques                 | Rio de Janeiro | 27e      | 20 km  | 1 h 22 min 28 s |
| 2017 | Championnats du monde           | Londres        | 51e      | 20 km  | 1 h 26 min 56 s |
| 2018 | Jeux du Commonwealth            | Gold Coast     | 4e       | 20 km  | 1 h 20 min 49 s |

## Records
| Épreuve      | Performance     | Lieu | Date       |
| ------------ | --------------- | ---- | ---------- |
| 20 km marche | 1 h 19 min 55 s | Rome | 7 mai 2016 |